# S:t Jörgenspalatset
Sankt Jörgenspalatset är ett funktionalistiskt flerbostadshus vid Sankt Jörgens plats i centrala Helsingborg som uppfördes 1936. Byggnaden ritades av Ture Wennerholm och anses som en av de främsta representanterna för funktionalismen i Helsingborg. Den ingår i Helsingborgs stads bevarandeprogram för Drottninggatan och Pålsjö från 1999, där den klassificeras som "särskilt värdefull bebyggelse" enligt äldre plan- och bygglagen (3:12§).

## Arkitektur
Sankt Jörgenspalatset är beläget invid Sankt Jörgens plats i hörnet mellan Hälsovägen och Pålsgatan. Huset är uppfört i sex våningar med ett markerat hörn i form av en uppskjutande tornliknande extra våning. Stilen är funktionalistisk med en slät terrasitputsad fasad, ren från ornament, men byggnaden bär även drag av en mer klassisk komposition. De fem övre bostadsvåningarna vilar på en mycket uppglasad sockel, klädd i ekebergsmarmor, som ger byggnadskroppen en svävande karaktär. Ekebergsmarmorn har dock i ett sentida ingrepp målats över i samma färg som de övre våningarna. 
Fönsterna är regelbundet placerade mittpostfönster och i övrigt får fasaden liv av två rader av balkonger i de fyra översta våningarna i byggnadens sidor, samt den något indragna tornet i byggnadens hörn, prytt med en rad på fem balkonger samt franska balkonger. Balkongräckena utgörs av grön, korrugerad plåt, i vissa fall ersatt av genomskinlig plast för att ge utsiktsmöjligheter genom räcket. De franska balkongerna täcks av gallerräcken. Stilmässigt samspelar byggnaden med det år 1932 uppförda Helsingborgs konserthus på Sankt Jörgens plats västra sida.

## Historik
Huset ritades av arkitekten Ture Wennerholm vid Kungliga Byggnadsstyrelsen i Stockholm och var tänkt att bli Helsingborgs första "skyskrapa". Detta motsatte sig dock byggnadsnämnden och huset stannade vid att vara sex våningar plus det uppskjutande tornet. Huset blev ändå Helsingborgs högsta flerbostadshus vid färdigställandet. Byggherre och byggmästare var Erik Ivar Wihlborg. Under byggprocessen användes byggnadsmaskiner för första gången i större omfattning i Helsingborg. Vid färdigställandet hyllades byggnaden i Helsingborgs Dagblad i en artikel från den 16 oktober 1936:
| ” | På en plats som mer än någon annan lämpar sig för höghusbebyggelse, reser sig nu S:t Jörgenspalatset med sina smäckra linjer mot skyn. De gamla och fallfärdiga kåkarna, som endast för något år sedan upptogo utrymme å denna idealiska byggnadstomt, ha fått lämna plats för denna ståtliga byggnad, som nu vid S:t Jörgens plats förskönar stadsbilden på ett sätt som väl ingen från början kunde föreställa sig. Den är ett prov på modern byggnadskonst och utgör ett värdigt komplement till de vackra byggnaderna i denna stadsdel – konserthuset och silomagasinen. | „ |

Byggnaden var tänkt för stadens välbemedlade invånare och var därför ett av de mest påkostade flerbostadshusen i Helsingborg vid denna tid. Särskilt synligt blir detta i husets interiör med ett generöst trapphus, öppet upp till översta våningen, och två hissar, en för hyresgästerna och en separat för tjänstefolket. Trapphallens golv är klätt i kolmårdsmarmor medan trappans sättsteg är i vit ekebergsmarmor. I bottenplan hystes butiker och våningen över bestod av enrumslägenheter, medan de övriga övre planen var flerrumslägenheter där alla hade balkonger och öppen spis i vardagsrummen. På byggnadens tak fanns en gemensam terrass som nåddes genom tornet. Husets ursprungliga vida sundsutsikt reducerades dock i och med byggnationen av den elva våningar höga byggnad väster om Sankt Jörgenspalatset 1959 till 1961, i folkmun kallat "Kaffegöken".

## Bildgalleri

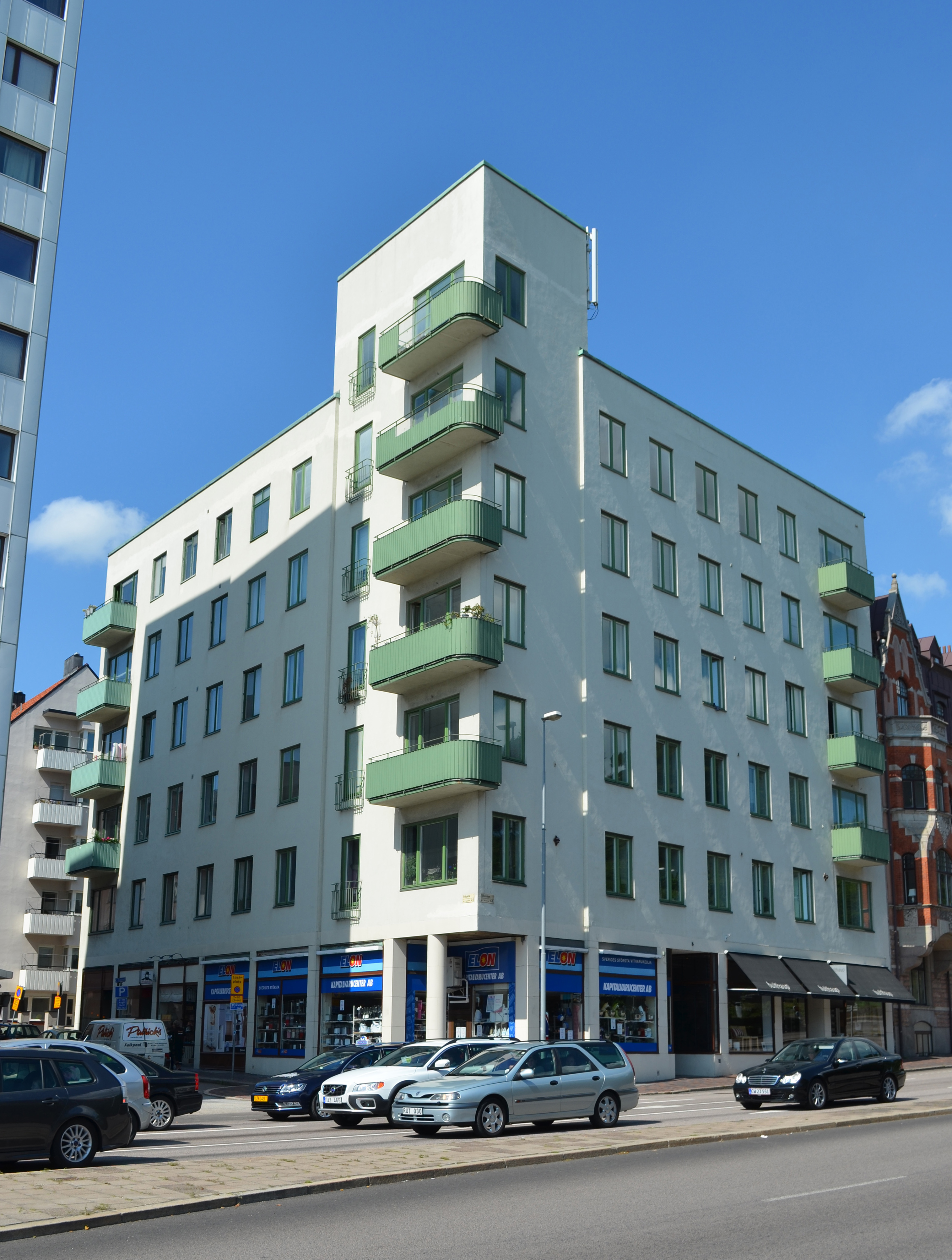
Sankt Jörgenspalatset 2012 med målad sockelvåning.
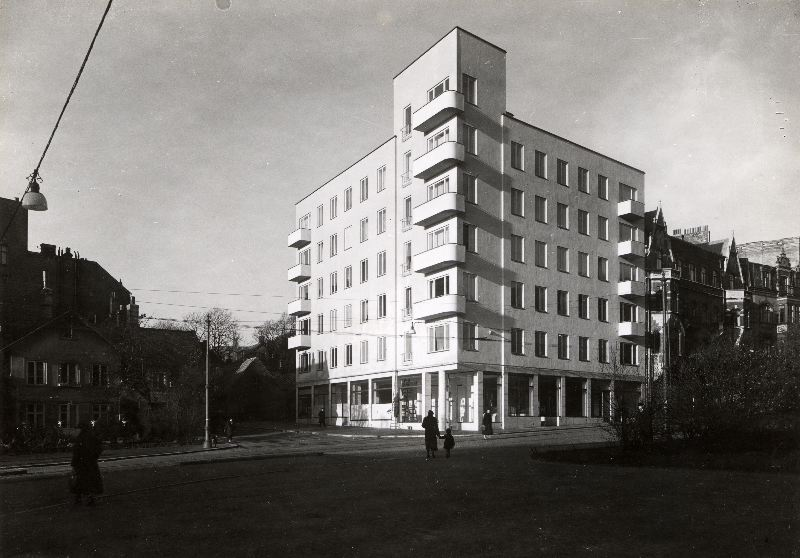
Det nybyggda Sankt Jörgenspalatset 1938.
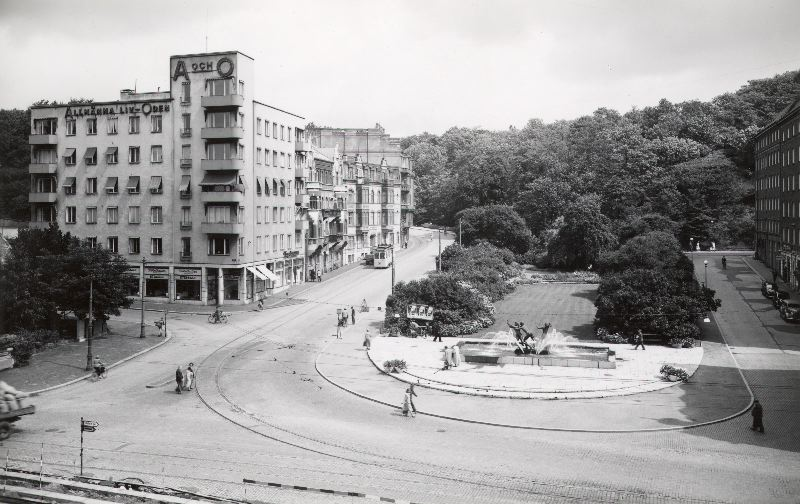
Sankt Jörgens plats och Sankt Jörgenspalatset 1949.
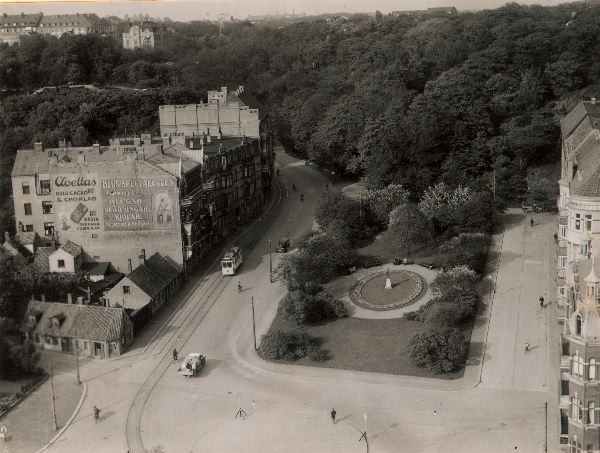
Sankt Jörgens plats innan Sankt Jörgenspalatset byggdes.